# No Tourists
No Tourists (англ. Ніяких туристів або англ. Не туристи) — сьомий студійний альбом групи The Prodigy, випуск якого відбувся 2 листопада 2018 року на незалежному лейблі Take Me to the Hospital.

## Історія
19 липня 2018 року на радіошоу Annie Mac (BBC Radio 1) відбулася прем'єра першого синглу з альбому, пісні Need Some1. Відеокліп на пісню, знятий Пако Ратерта, був викладений на офіційний YouTube-канал групи. Другий сингл Light Up the Sky і відеокліп на нього з'явився 26 вересня 2018 року. 11 жовтня відбулася прем'єра третьої пісні Fight Fire With Fire, записаної за участі хіп-хоп дуету Ho99o9. Останнім, четвертим синглом перед виходом альбому став We Live Forever, випущений 25 жовтня.
Пісні альбому були в основному складені Ліамом Хаулеттом, хоча він зазначив, що це робота всієї групи в цілому. Крім того, в альбомі задіяний ряд запрошених музикантів. Запис музики відбувалося головним чином в домашній студії.
Хаулетт пояснив назву альбому та однойменної пісні наступним чином: «Це про людей, які в основному пливуть за течією внаслідок своєї ліні, — „туристів“. Вони йдуть уторованими стежками в прагненні зберегти комфорт. (…) Ми самі ніколи не були туристами та намагалися робити свою музику, не схожу на інших».

## Список композицій
| #     | Назва                                         | Автор                | Тривалість |
| ----- | --------------------------------------------- | -------------------- | ---------- |
| 1.    | «Need Some1»                                  | Хаулетт              | 2:43       |
| 2.    | «Light Up the Sky»                            | Хаулетт              | 3:20       |
| 3.    | «We Live Forever»                             | Хаулетт              | 3:43       |
| 4.    | «No Tourists»                                 | Хаулетт              | 4:18       |
| 5.    | «Fight Fire with Fire» (за участі Ho99o9)     | Хаулетт theOGM Eaddy | 3:29       |
| 6.    | «Timebomb Zone»                               | Хаулетт              | 3:24       |
| 7.    | «Champions of London»                         | Хаулетт              | 4:49       |
| 8.    | «Boom Boom Tap»                               | Хаулетт              | 4:05       |
| 9.    | «Resonate»                                    | Хаулетт              | 3:50       |
| 10.   | «Give Me a Signal» (за участі Barns Courtney) | Хаулетт Courtney     | 4:01       |
| 37:42 |                                               |                      |            |

## Учасники запису
The Prodigy
- Ліам Хаулетт — автор, композитор, продюсер, синтезатори, клавішні, семпли, звукорежисура, зведення
- Кіт Флінт — вокал
- Максим Реаліті — вокал

## Чарти
| Чарт (2018–19)                                       | Найвища позиція |
| ---------------------------------------------------- | --------------- |
| Австралія Australian Albums (ARIA)                   | 19              |
| Австрія Austrian Albums (Ö3 Austria)                 | 15              |
| Бельгія Belgian Albums (Ultratop Flanders)           | 30              |
| Бельгія Belgian Albums (Ultratop Wallonia)           | 31              |
| Чехія Czech Albums (ČNS IFPI)                        | 23              |
| Нідерланди Dutch Albums (MegaCharts)                 | 21              |
| Фінляндія Finnish Albums (Suomen virallinen lista)   | 7               |
| Німеччина German Albums (Offizielle Top 100)         | 6               |
| Угорщина Hungarian Albums (MAHASZ)                   | 39              |
| Ірландія Irish Albums (IRMA)                         | 18              |
| Італія Italian Albums (FIMI)                         | 57              |
| Латвія Latvian Albums (LAIPA)                        | 20              |
| Нова Зеландія New Zealand Albums (Recorded Music NZ) | 28              |
| Польща Polish Albums (ZPAV)                          | 33              |
| Португалія Portuguese Albums (AFP)                   | 24              |
| Шотландія Scottish Albums (OCC)                      | 3               |
| Іспанія Spanish Albums (PROMUSICAE)                  | 31              |
| Швейцарія Swiss Albums (Schweizer Hitparade)         | 8               |
| Велика Британія UK Albums (OCC)                      | 1               |
| Велика Британія UK Dance Albums (OCC)                | 1               |
| США Dance/Electronic Albums (Billboard)              | 7               |

## Сертифікації та продажі
| Регіон                                                      | Сертифікація | Продажі |
| ----------------------------------------------------------- | ------------ | ------- |
| Велика Британія (BPI)                                       | Срібний      | 60 000  |
| продажі+прослуховування, що базуються лише на сертифікаціях |              |         |